# Мидден-Дренте
Мидден-Дренте (нидерл. Midden-Drenthe) — община в нидерландской провинции Дренте. Образована в 1998 году за счёт слияния общин Бейлен, Смилде и Вестерборк; с 1998 по 2000 годы носила название Мидденвелд. Административный центр — деревня Бейлен.

## География
В соответствии с названием, община расположена в средней части провинции Дренте. К северо-северо-востоку от Мидден-Дренте расположен город Ассен, к восток-юго-востоку — Эммен, к юго-востоку Куворден и к юго-юго-востоку Хогевен.
В состав общины входят 22 села (Балинге, Бейлен, Бовенсмилде, Вейстер, Вестерборк, Виттевен, Гарминге, Дрейбер, Звиггелте, Мантинге, Ньив-Балинге, Оранье, Орвелте, Смилде, Спир, Хейкен, Хогерсмилде, Хогхален, Элп и частично Ньиверорд и Тиндевен) и 20 хуторов (Алтинг, Бейлерварт, Брюнстинг, Брюнтинге, Де-Полле, Зёйдвелд, Клатеринг, Лагхален, Лагхалервен, Ливинг, Маккум, Ревелд, Смалбрук, Терхорст, Хейкерсмилде, Холте, Эйрсинг, Эйрсинге и частично Де-Хар и Хёйс-тер-Хейде).

## Население и администрация
К началу 2023 года в Мидден-Дренте проживали около 33 300 человек, из них 92 % — уроженцы Нидерландов. Крупнейшие группы иммигрантов — уроженцы других европейских стран (3 %), Индонезии и Азии за исключением Индонезии и Турции (по 1,5 %). Около четверти населения составляют люди пенсионного возраста (65 лет и старше), 14 % — дети и подростки в возрасте до 15 лет. Чуть менее половины жителей в 2022 году состояли в браке, 13 % были вдовы или разведены. Примерно в 4900 домохозяйствах были дети, проживающие с родителями (в том числе около 800 семей с родителем-одиночкой).
В общинный совет входят 23 депутата, избираемых раз в 4 года.